# Paix de Rueil
 (janvier 2024).
Si vous disposez d'ouvrages ou d'articles de référence ou si vous connaissez des sites web de qualité traitant du thème abordé ici, merci de compléter l'article en donnant les références utiles à sa vérifiabilité et en les liant à la section « Notes et références ».
Pour les articles homonymes, voir Rueil (homonymie).
La paix de Rueil, du 11 mars 1649, est un compromis qui met fin à la Fronde parlementaire qui depuis 1648 oppose le parlement de Paris à la royauté.

## Historique
Après la fuite de Paris du jeune roi (il a dix ans) et de la famille royale dans la nuit du 5 au 6 janvier 1649, afin d’échapper à la Fronde parlementaire, la capitale du royaume de France est en état de siège. 
À partir du 8 janvier, le blocus de la ville est entrepris. Louis II de Bourbon prend le commandement de l'armée royale qui met le siège devant Paris. 
Le 8 février le duc d'Orléans réussit à prendre Charenton, interdisant aux vivres venant de la Brie de pénétrer dans la capitale, l'objectif étant d'affamer les Parisiens pour les ramener à l’obéissance. Les troupes de l'armée royale se livrent également à des pillages dans la campagne parisienne, provoquant la disette. Le froid particulièrement vif et la crue exceptionnelle de la Seine jouent également contre les Parisiens et accentuent les effets du blocus. 
Les négociations, qui sont entamées dès le 25 février, se tiennent à Rueil, aujourd'hui Rueil-Malmaison, où est le château du duc d'Orléans, oncle du roi Louis XIV. Elles sont menées par le président du parlement de Paris, Mathieu Molé.
Les pourparlers aboutissent le 11 mars 1649 à la signature de la paix de Rueil et à la levée du blocus.

Le parlement obtient, entre autres, l'amnistie pour les parlementaires, la suppression des intendants et l'interdiction pour le roi de créer de nouveaux offices.

En échange, le parlement annule l'arrêté d'expulsion de Mazarin pris en janvier et promet de ne plus tenir d’assemblée « pour quelques causes et quelques prétextes et occasions que ce soit ». Le parlement s’engage ainsi à renoncer à s’imposer comme un contre-pouvoir indépendant.
Anne d'Autriche et Mazarin n'attendent qu'une occasion plus favorable pour revenir sur ces concessions très importantes.
Le 18 août, Louis XIV fait une entrée triomphale dans Paris.